# Хач
«Хач», «ха́чик», реже «хачапури» — этнофолизм (этническая кличка), расистское, пренебрежительное, уничижительное обозначение представителя народов Кавказа или любого человека, воспринимаемого как обладающий «южным», «кавказским» «фенотипом», один из терминов языка вражды. В стереотипных представлениях — кавказцы, плохо говорящие по-русски и ведущие себя не по местным «понятиям». Чаще в них, чем в «жидомасонах», массы видят главный источник сегодняшних и будущих угроз. Происходит от распространённого армянского имени Хачик.
Употребление слова «хачик» для обобщенного именования армянина аналогично использованию имени «Иван» для называния любого русского.
Навыки расистского мышления закреплены в языке, выражаясь в уничижительных терминах или терминах, употребляемых в качестве таковых: «чукчи», «нанайцы», «чурки», «узкоглазые», «хачики» — все, кто подпадает под категорию «нерусских». В 1980—1990-е годы «еврейчата» и «жидки» в качестве главных угроз в массовом сознании были вытеснены «лицами кавказской национальности», они же «чёрные», «черножопые». Н. А. Митрохин в 2003 году писал, что новыми «врагами» для русских националистов стали «чужаки, недавние пришельцы на улицы родных городов, плохо говорящие по-русски и ведущие себя не по „понятиям“ (то есть „нашему“ своду законов), — „чёрные“, „чурки“, „чучмеки“, „хачики“ и иже с ними».
Смысловое содержание высказывания «Россия для русских!» — для русских, а не для «хачей», не для представителей национальных меньшинств, — свидетельствуют, что данный лозунг направлен на дискриминацию людей по национальному признаку.
Слово «хачик» может использоваться в художественной и публицистической литературе без выраженной негативной интенции. Слово «хач», напротив, связано с обширным спектром негативных эмоций, в первую очередь с негативной эмоциональной оценкой выходцев с Кавказа и из Средней Азии, приписывании им предосудительных поступков. «Хач», особенно в качестве префиксоида, может быть символом всего низкопробного, малокультурного.
По состоянию на 2005 год бюрократический язык использовал более нейтральный, но также научно некорректный термин «лица кавказской национальности».
Художественное описание культурных проблем миграции содержится, в частности, в пьесе «Хач» 2014 года У. Б. Гицаревой. Произведение воссоздаёт яркую картину географического, социального и психологического отчуждения людей, вынужденных покинуть свою родину в поисках лучшей доли, но получивших в новой стране лишь «острое ощущение заброшенности, забытости, изгойства, территориальной и культурной маргинальности». Автор передаёт трагизм положения этнического мигранта, рассматриваемого как «человек третьего сорта».